# 호소카와촌 (오사카부)
호소카와촌(일본어: 細河村)은 일본 오사카부 데시마군·도요노군에 설치되었던 촌이다. 현재의 이케다시 북서부에 해당한다.